# 김기수 (1987년)
김기수(1987년 12월 13일 ~ )는 대한민국의 축구 선수이며 포지션은 수비수이다.

## 축구인 경력

### 클럽 경력
2008년 선문대학교를 중퇴하고 2009 K리그 드래프트에 지원하여 부산 아이파크의 지명을 받았다. 부산에서 2시즌 간 리그 10경기에 출전하였으나 3번째 시즌을 맞은 2011년 허리 부상으로 1경기도 출전하지 못하였다.
2012년 대구 FC로 이적하여 1시즌 간 몸담았으나 출전은 하지 못하고 옌볜 창바이산으로 이적하였다.
2015년 대전 시티즌으로 이적하며 K리그 무대에 복귀하였으나, 반 시즌 만에 계약이 해지되었다.